# Pseustoplaca
Pseustoplaca là một chi bướm đêm thuộc họ Geometridae.